# نائوکی تاتسوتا
نائوکی تاتسوتا (انگلیسی: Naoki Tatsuta; ۸ سپتامبر ۱۹۵۰ – ) صداپیشه اهل ژاپن بود. وی از سال ۱۹۷۶ میلادی تاکنون مشغول فعالیت بوده‌است.